# Eugyra arenosa
Eugyra arenosa is een zakpijpensoort uit de familie van de Molgulidae. De wetenschappelijke naam van de soort werd in 1848 voor het eerst geldig gepubliceerd door Alder & Hancock.

## Beschrijving
Deze solitaire zakpijp leeft begraven in schoon zandig sediment met alleen de sifons die zichtbaar zijn. Het is bolvormig en de test is bedekt met fijn zand.

## Verspreiding
Het verspreidingsgebied van Eugyra arenosa omvat de noordelijke Atlantische Oceaan en wordt rond de Britse Eilanden gevonden.